# 구례자연드림파크
구례자연드림파크는 국내 최초의 친환경유기식품클러스터로 전라남도 구례군 용방면에 총 14만 9336m2 (약 4만 5천평) 규모로 조성되어 있으며, 아이쿱생협 조합원을 위한 식품을 생산하는 각종 제조 공방들과 지원센터(레스토랑, 체험실, 영화관, 카페, 사우나, 게스트하우스, 휴센터 등)이 한 곳에 모인 복합문화단지다. 구례자연드림파크는 지난 2014년 4월 아이쿱생협 조합원과 직원, 생산자의 출자와 참여로 조성되어 공식 오픈했다. 현재 라면공방, 전분공방, 김치공방, 우리밀공방, 정육공방 등 17개 공방에서 360개 품목을 생산하고 있으며 각 제조 공방에서 원재료 관리에서부터 제조, 유통되는 모든 과정을 자체 관리하고 있다. 구례자연드림파크는 2016년 기준 고용직원 511명에 달하며, 이 중 80%이상이 구례군민에 속해 지역상생을 실천하고 있다. 구례자연드림파크 2016년 매출규모는 약 757억 원이며, 연간 총 방문자 142,074명이다.

## 현황
- 투자 현황: 15개 법인 19개 공방 및 지원시설에 총 679억원이 투자되었다. 2014년 전분공방, RPC(도정), 오리공방 등이 완공되었고, 2015년 비어락하우스, 유정란공방, 조합원 힐링 숙박 시설 ‘자연드림 휴센터', 우유공방, 과자공방, 꼼지락공방, 선술집 루 등이 완공되었다.
- 생산 현황: 2012년 6월 라면공방의 완공으로 시작된 구례자연드림파크의 생산은 2013년 239억원으로 증가, 2014년 14개 생산법인에서 366억원으로 전년대비 53% 성장했다. 또한 레스토랑, 자연드림 매장 등의 매출액이 24억원으로, 총 390억의 매출액을 기록했다.

## 공방 및 주요 생산 제품
- 막걸리공방: 유기막걸리, 구례막걸리
- 유정란공방: 자연드림유정란
- 오리공방: 오리간장양념불고기, 오리고추양념불고기, 오리로스
- 정육공방: 함박스테이크, 치즈스틱, 수제등심돈까스, 햄버거패티
- 우리밀공방(만두): 유기고기만두, 유기채소만두., 고기만두, 물만두
- 우리밀공방(베이커리): 치즈드림, 호두과자, 롤케이크
- 김치공방: 맛김치, 동치미, 백김치, 포기김치
- 비어락하우스: 비어락필스너
- 한과공방: 유기쌀강정, 우리밀약과, 미니찹쌀약과
- 라면공방: 오가닉라면, 자연드림라면, 자연드림라면레드
- 전분공방: 요리애고소한통밀부침가루, 메밀이들어간튀김가루, 초코핫케이크가루
- 제분/도정공방: 자연드림백미, 자연드림현미
- 우유공방: 우유, 요구르트, 치즈 등 유가공품
- 과자공방: 미니찹쌀약과, 땅콩깨비, 검은깨두부스낵, 오란다
- 꼼지락공방: 기념품을 직접 만들 수 있는 핸드메이드 공방

## 구례 자연드림 락페스티벌
아이쿱생협은 구례자연드림파크에서 락 페스티벌을 개최한다. 2015년 총 4,000여명의 관객이 참여하였으며, 2016년 8월 27일 2번째 구례 자연드림 락페스티벌이 펼쳐져 8000여명의 관객이 참여했다.

## 같이 보기
- 생활협동조합
- 아이쿱생협